# Hōki (Ära)
Hōki (japanisch 宝亀) ist eine japanische Ära (Nengō) von  Oktober 770 bis Januar 781 nach dem gregorianischen Kalender. Der vorhergehende Äraname ist Jingo-Keiun, die nachfolgende Ära heißt Ten’ō. Die Ära fällt in die Regierungszeit des Kaisers (Tennō) Kōnin, nicht zu verwechseln mit der gleichnamigen Ärabezeichnung.
Der erste Tag der Hōki-Ära entspricht dem 23. Oktober 770, der letzte Tag war der 29. Januar 781. Die Hōki-Ära dauerte 12 Jahre oder 3752 Tage.

## Ereignisse
- 770 die Hōki-Ära beginnt mit dem Amtsantritt von Kaiser Kōnin am 23. Oktober (das julianische Datum entspricht dem 1. Oktober der Ära Jingo-Keiun)
- 771 Eine Gesandtschaft aus dem Balhae-Reich erreicht die Provinz Dewa
- 780 Hōki-Unruhen (宝亀の乱, Hōki no ran)